# Dedykacja (album)
Dedykacja – drugi album studyjny polskiej piosenkarki Sylwii Wiśniewskiej, wydany 21 czerwca 2004 roku przez wytwórnię Pomaton EMI. Album zawiera 10 utworów. Płytę promował singiel "12 łez", do którego powstał wideoklip w reżyserii Izy Poniatowskiej.

## Lista utworów
Opracowano na podstawie materiału źródłowego.
| Numer ścieżki | Tytuł            | Muzyka                         | Słowa                               | Czas utworu |
| ------------- | ---------------- | ------------------------------ | ----------------------------------- | ----------- |
| 1.            | "12 łez"         | Kayah, Krzysztof Pszona        | Karolina Styczeń                    | 03:48       |
| 2.            | "Ostatni"        | Krzysztof Pszona               | Karolina Styczeń                    | 04:11       |
| 3.            | "Tylko raz"      | Christina Groth, Lars Pedersen | Sylwia Wiśniewska                   | 04:07       |
| 4.            | "Ironia"         | Michał Grymuza                 | Sylwia Wiśniewska                   | 04:03       |
| 5.            | "Namaluj mnie"   | Krzysztof Pszona               | Sylwia Wiśniewska                   | 04:05       |
| 6.            | "Mój sen"        | Michał Grymuza                 | Sylwia Wiśniewska                   | 04:06       |
| 7.            | "Nigdy już"      |                                | Sylwia Wiśniewska                   | 04:12       |
| 8.            | "Taka jestem"    | Michał Grymuza                 | Sylwia Wiśniewska                   | 03:38       |
| 9.            | "Czary-mary"     | Krzysztof Pszona               | Karolina Styczeń, Sylwia Wiśniewska | 03:45       |
| 10.           | "Twoje 4 strony" | Wojtek Pilichowski             | Sylwia Wiśniewska                   | 03:47       |

## Twórcy
Opracowano na podstawie materiału źródłowego.
- Sylwia Wiśniewska – wokal
- Krzysztof Pszona – aranżacje, produkcja muzyczna
- Michał Grymuza – aranżacje
- Grzegorz Piwkowski – mastering
- Leszek Kamiński – mastering
- Robert Ceranowicz – zdjęcia